# かきざきさと
SATO（サト 1991年12月19日-）は、北海道出身のラジオパーソナリティ。旧芸名はかきざきさと。

## 経歴
北海道函館市出身。血液型B型。小学校時代は放送委員会、中学校時代は演劇部に所属していた。高校時代は放送局に所属。NHK杯全国高校放送コンテストアナウンス部門（個人）で全国大会出場。チーフを務めたラジオドラマも全道大会に出場している。その後北星学園大学短期大学部英文学科に進学。
2011年3月、当時AIR-G'の新番組『鈴井貴之 ラジヲの時間』（2011年4月-2013年3月）のアシスタントオーディションで鈴井貴之に見出され合格。大学卒業までの1年間は、学業と両立しながらの活動であった。2012年4月、ラジオ番組『SMILE PARTY』（2012年4月-2018年3月）にて局内最年少でメインパーソナリティを務める。その後2025年4月までAIR-Gで活動。
2015年1月、温泉ソムリエ検定に合格。2016年4月、2つ星温泉ソムリエを取得。（温泉ソムリエ分析書マスター/温泉ソムリエアンバサダー）

## 出演番組
AIR-G'
- fika（2019年4月 - 2025年3月）「SATO」名義で出演。
- 北海道新聞「いずみ」より

## 過去の出演番組
AIR-G'
- SMILE PARTY（2012年4月-2018年3月）
- 鈴井貴之 ラジヲの時間（2011年4月-2013年3月）
- 6色の光（2015年4月-同年10月）
- タウンワークpresents 学生情報バラエティ〜エンタク!（担当期間2012年10月-2015年3月）
- MUSIC from N43（2014年11月-2014年12月）
- LION Ban presents｢YOSAKOI 応援キャラBan｣(2012年5月-2012年6月、2013年5月-2013年6月)
- Saturday Foo!(2016年3月12日)
- Cafē Laniika（2018年4月-2019年3月）
- AIR-G'狼（2020年）

特別番組(AIR-G')
- AIR-G' FM北海道・TOKYO FM共同制作 北海道新幹線開業記念特別番組「ALL ROADS LEAD to HOKKAIDO!」（2016 ナレーション）
- 北海道新幹線開業記念特別番組「行くべ!行くっしょ!出発進行!!」(2016 AIR-G'函館アンバサダー)
- AIR-G'開局33周年記念特別番組 秋を食べるAIR-G'～HAPPY!!(2015)
- SDD HOKKAIDO SPECIAL(2015)
- もぎたて生サザン！～おいしい『葡萄』収穫祭～(2015)
- AIR-G'開局32周年記念特別番組 秋を食べるAIR-G'～なみだがでるほどオイシイ北海道(2014)
- MUSIC PATIO SPECIAL 朝まで生サザン！～東京VICTORY～(2014)
- MUSIC PATIO SPECIAL 朝まで生サザン！～ピースとハイライト～(2013)
- MUSIC PATIO SPECIAL～朝まで桑田佳祐～(2012)
- MUSIC PATIO SPECIAL～朝までインディーズ！～(2012)
- 旭川冬まつり「AIR-G' Song for You」(2014、2015、2016)

コーナー出演(AIR-G')
- SAPPORO COLLECTION 2014 レポーター(Sparkle Sparkler)

北海道テレビ放送（HTB）
- 平岸我楽多団（2015年10月）

## 音楽
- 道内連携プロジェクト「結いの虹」合唱ver. ボーカルとして参加並びにMV出演[2]
- RAM WIRE『結いの虹』MV
- 2012年、AIR-G' SMILE PARTY内で元雷鼓金田ヒデミ（現HAMBURGER BOYS）、ドラムにTHE BOYS&GIRLSカネコトモヤとともに「ザ・サトキンズ」を結成。かきざきはボーカル・タンバリン担当。代表曲は「森越さん」「SMILE PARTY」。
- 2015年8月 ばんけいミュージックフェスティバルにて、札幌在住ギタリスト宇野光のDJ・タンバリン担当サポートとして出演。
- 宇野光×女性ボーカル企画ユニット「きゃべつ」コーラスとして参加
- Y2S＝（ワイズ・イコール）ボーカル、ウクレレ担当

## その他の活動
- 北海道新聞 2015年6月9日朝刊「ラテな人たち」インタビュー掲載
- メディア工房　オフィスナイキ インタビュー掲載「今この人の話が聞きたい！」
- 北海道マラソン テレビ・ラジオCM ナレーション
- 北海道マラソン ファンラン会場MC
- 4人の絵本原画展　絵本読み聞かせ（2014年5月11日 紀伊国屋書店札幌本店）
- 日本BPW連合会 ヤングスピーチコンテスト北海道ブロック代表として全国大会出場(2013年6月)
- World AIDS Day 2013 Around You～Voices～vol.3　手記朗読
- さっぽろホワイトイルミネーション 会場アナウンス
- ラジオ番組ディレクター